# 더 스트레이츠 타임스

더 스트레이츠 타임스의 로고

더 스트레이츠 타임스(영어: The Straits Times)는 싱가포르의 신문으로, 1845년에 창간되었다.